# کیست پری‌آپیکال
کیست دندانی که به عنوان کیست پری‌آپیکال (periapical cyst) (پیرا-نوکی) هم شناخته می‌شود، شایع‌ترین کیست دندان‌زاد است. این کیست ممکن است به سرعت از یک گرانولوم پری‌آپیکال، به عنوان عاقبت پریودنتیت مزمن پری آپیکال درمان نشده، ایجاد شود.
پری‌آپیکال به عنوان «بافت‌های اطراف اَپِکس ریشه دندان» تعریف می‌شود و کیست «حفره پاتولوژیکی است که توسط بافت پوششی پوشیده شده و حاوی محتویات مایع یا گازی است که توسط تجمع چرک ایجاد نمی‌شود.»
کیست که بیشتر در ناحیه قدامی فک بالا قرار دارد، ناشی از بافت‌مردگی مغز دندان ثانویه به پوسیدگی دندان یا آسیب‌شناسی دندان‌پزشکی است. لایه داخلی آن از بقایای سلول‌های بافت پوششی ملاسز مشتق شده‌است که برای تشکیل کیست تکثیر می‌شوند.
چنین کیست‌هایی بسیار رایج هستند. اگرچه در ابتدا بدون علامت هستند، اما از نظر بالینی قابل توجه هستند زیرا عفونت ثانویه می‌تواند باعث درد دندان و آسیب شود. در رادیوگرافی، کیست به صورت یک رادیولوسنسی (ناحیه تاریک) در اطراف اَپِکس ریشه دندان ظاهر می‌شود.

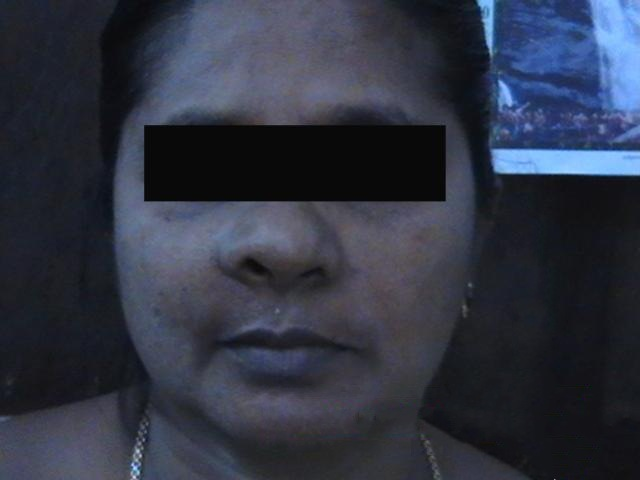
تصویر دیداری از چهره فردی که در سی تی اسکن بالا نشان داده شده‌است. تورم در گونه راست قابل مشاهده است.

کیست‌های دندانی در ابتدا بدون علامت هستند و به آرامی پیشرفت می‌کنند. عفونت بعدی کیست باعث تورم و درد می‌شود. در ابتدا کیست به صورت یک برآمدگی گرد و سفت متورم می‌شود، اما بعداً بدن بخشی از دیواره کیست را جذب می‌کند و یک تجمع نرم‌تر از مایع در زیر غشای مخاطی باقی می‌گذارد.
علائم ثانویه کیست‌های پری اپیکال (رادیکولار) شامل التهاب و عفونت مغز دندان است که باعث پوسیدگی دندان می‌شود. این عفونت همان چیزی است که باعث بافت‌مردگی مغز دندان می‌شود.
کیست‌های بزرگتر ممکن است باعث انبساط استخوان یا جابجایی ریشه شوند. همچنین ممکن است تغییر رنگ دندان آسیب دیده رخ دهد. بیمار به تست الکتریکی و یخی روی دندان آسیب دیده پاسخ منفی می‌دهد اما به ضربه حساس خواهد بود. بافت لثه اطراف ممکن است لنفادنوپاتی را تجربه کند. صفحه آلوئولی ممکن است هنگام لمس صدا از خود برآرد.

## عوارض
گسترش کیست باعث فرسایش کف سینوس فک بالا می‌شود. به محض ورود به حفره فک بالا، به دلیل فضای موجود، سرعت گسترش افزایش می‌یابد. انجام تست ضربه با ضربه زدن به دندان‌های آسیب‌دیده باعث درد شدید می‌شود. این اغلب به صورت بالینی تشخیص عفونت پالپ است.